# Alexandra Huynh
Alexandra Bao Yen Huynh (Sadleir, 25 luglio 1994) è una calciatrice australiana, difensore del Fortuna Hjørring e della nazionale australiana.